# 영국의 군 목록
이 문서는 영국 육군의 야전군과 군집단의 목록이다.

## 군집단
- 제11집단군; 1943년 11월 ~ 1944년 12월
1944년 12월, 동남아시아 연합지상군으로 개편.
1945년 해체
- 제15집단군, 지중해 전구; 1943년 ~ 1945년
Allied Armies in Italy (AAI)→주이탈리아 연합군
Allied Central Mediterranean Force (ACMF)→중앙지중해 연합군
- 제18집단군, 튀니지 전역; 1943년 2월, 설립 ~ 1943년 5월, 해체
- 제21집단군, 유럽 전구; 1943년 7월 ~ 1945년
1945년 8월 25일, 주라인 영국 육군
1994년, 주독 영국군
2020년, 주독 영국 육군

## 야전군

### 제1차 세계 대전

영국 원정군
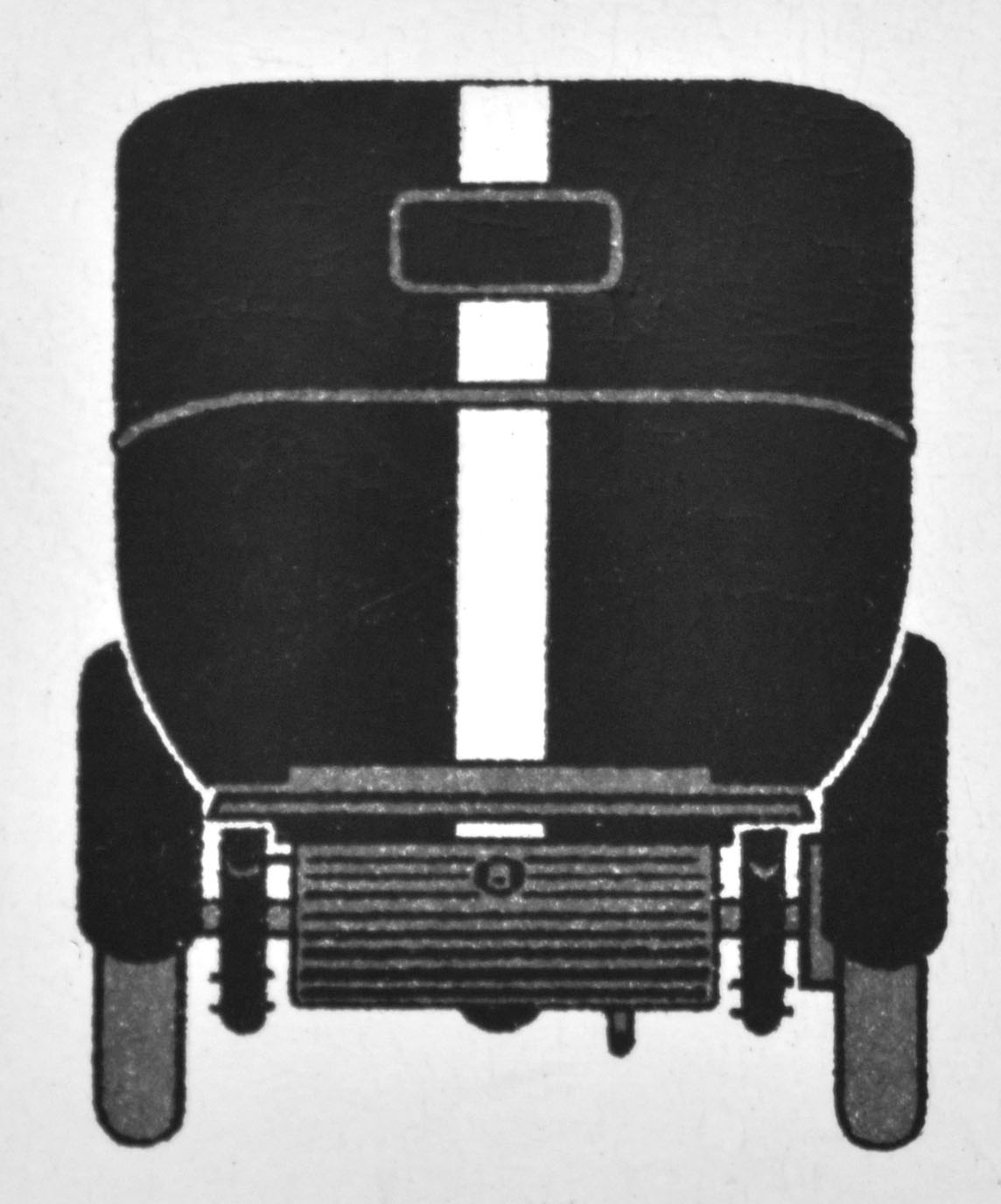
제1군
제2군
제3군
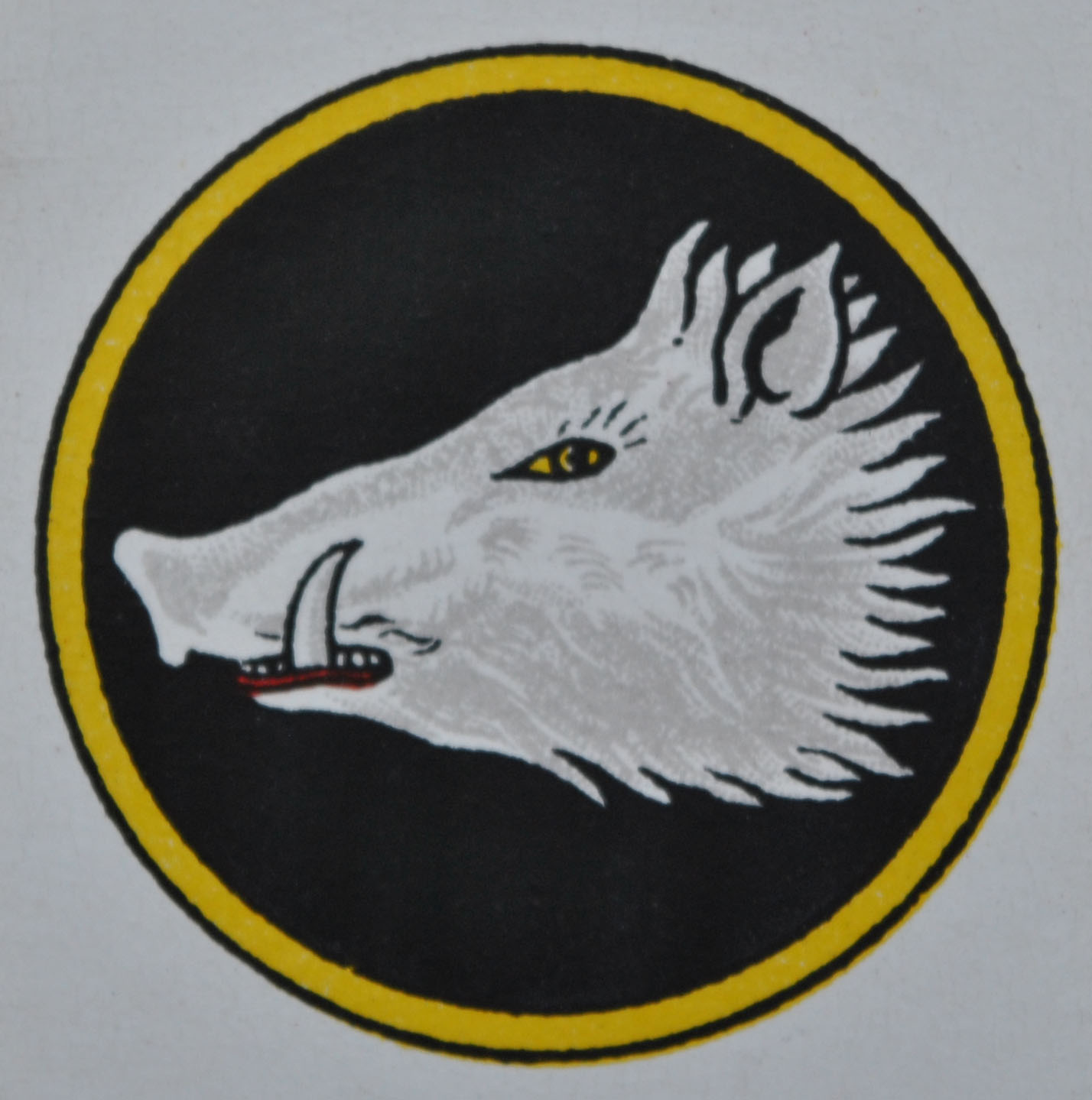
제4군
제5군

- 영국 원정군
- 지중해 원정군
  - 다르다넬스군
  - 주살로니카 영국군
  - 이집트 원정군
- 주이탈리아 영국군
- 향토군
  - 중부군
    - 제1군
    - 제2군
    - 제3군

  - 북부군
  - 남부군

### 제2차 세계 대전

제1군
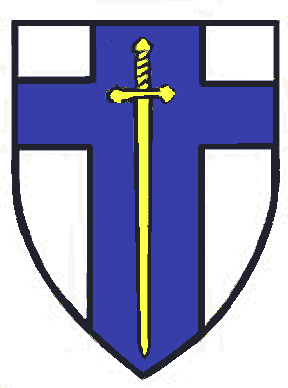
제2군
제8군
제9군
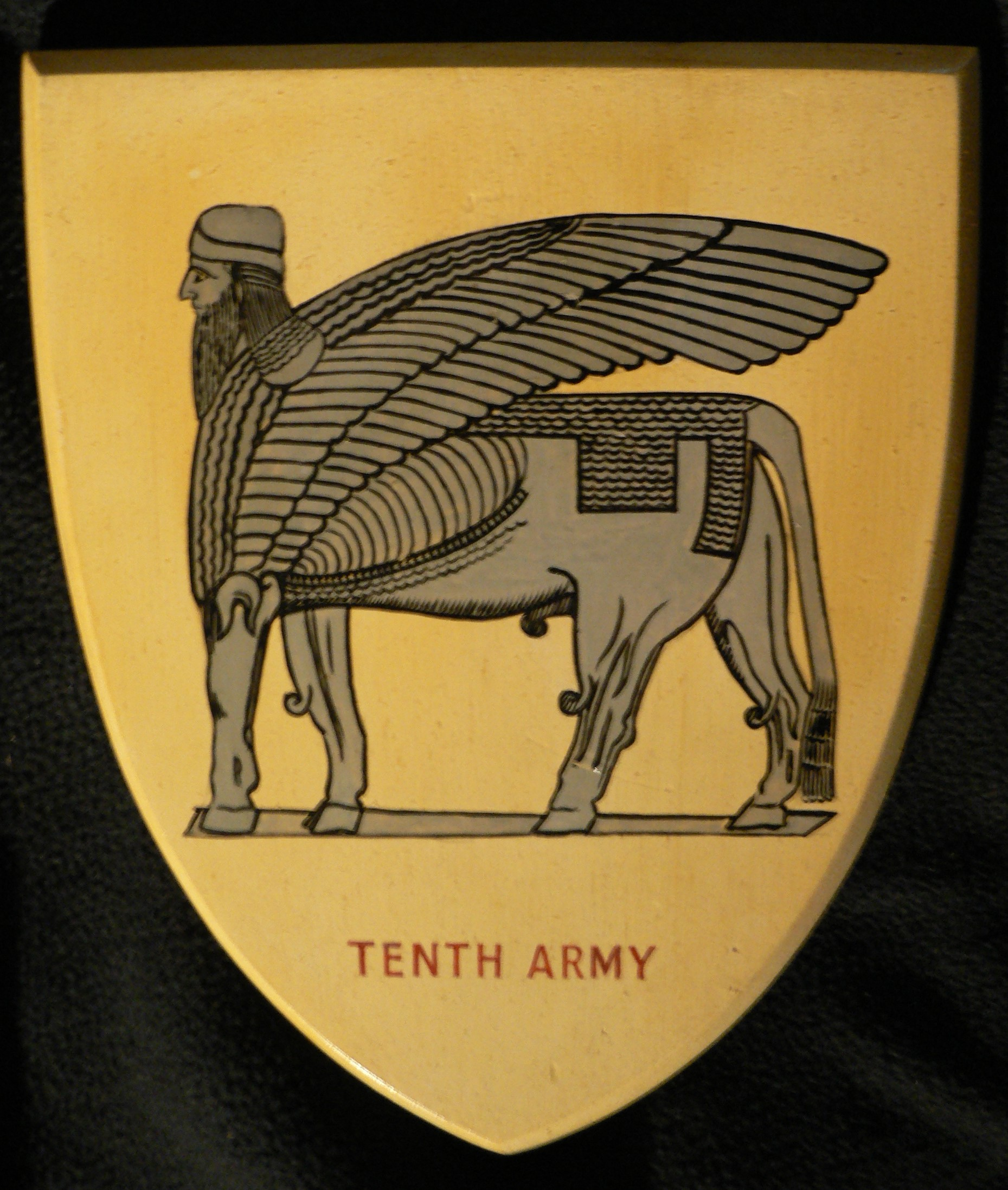
제10군
제12군
제14군

- 제4군 (기만부대)
- 영국 원정군; 1939년 9월 2일 ~ 1940년 5월 31일

## 같이 보기
- 영국 육군의 사령부 목록
- 영국의 제1차 세계 대전 당시의 사단
- 영국의 제2차 세계 대전 당시의 사단
- 영국 육군의 연대 목록

## 참고
- Maj A.F. Becke (2007). 〈Part 4: The Army Council, GHQs, Armies, and Corps 1914–1918〉. 《History of the Great War: Order of Battle of Divisions》 (영어). London: HM Stationery Office, 1944/Uckfield: Naval & Military Press. ISBN 1-847347-43-6.